# Matsumuraja hirakurensis
Matsumuraja hirakurensis är en insektsart. Matsumuraja hirakurensis ingår i släktet Matsumuraja och familjen långrörsbladlöss. Inga underarter finns listade i Catalogue of Life.